# Ирландское восстание в Ньюфаундленде
Ирландское восстание в Ньюфаундленде началось со слухов в апреле 1800 года в колонии Сент-Джонс, Ньюфаундленд, что до 400 человек дали тайную клятву Обществу объединённых ирландцев. Недавнее ирландское восстание 1798 года вдохновило некоторых ирландцев в колонии Ньюфаундленд на планирование и организацию восстания. Восстание включало солдат, расположенных в Сигнал-Хилл, Форт-Уильям и Форт Тауншенд. Предполагалось, что целых восемьдесят солдат планируют встретиться и восстать против британской армии.

## Итог
Британская армия захватила всех участников восстания, за исключением двух лидеров, что привело к смертной казни некоторых из них.

## Последствия
Восстание привело к ряду последствий для ирландского и британского управления Ньюфаундлендом. Это был первый раз, когда такое восстание произошло в Ньюфаундленде, и британцы боялись, что это не будет последним случаем. Британские чиновники в Министерстве о делам колоний считали, что Ньюфаундленд имеет репутацию «Трансатлантического Типперэри», отдалённой, но полуирландской колонии с потенциалом политической турбулентности.